# Broadway (gruppo musicale)
I Broadway sono un gruppo musicale statunitense formatosi nel 2007 a Orlando, Florida.
Dopo aver pubblicato due album in studio con la Uprising Records, dal 2013 il gruppo ha iniziato a comporre musica indipendentemente.

## Formazione

### Formazione attuale
- Misha Camacho – voce (2007-presente)
- Sean Connors – chitarra solista (2007-presente)
- Felipe Sanchez – chitarra ritmica, voce secondaria (2012-presente)

Turnisti
- Mikey Amico – batteria (2014-presente)
- Marc Cortes – basso (2014-presente)

### Ex componenti
- Jake Garland – batteria (2007-2013)
- Gabriel Fernandez – basso (2007-2013)
- Dave Aguilar – chitarra ritmica (2012)
- Nick Trombino – chitarra ritmica (2012)
- Jack Fowler – chitarra ritmica (2007-2011)
- Bryan Camara – chitarra solista (2007)
- Kyle Cogburn – basso (2007)
- Will Marin – basso (2007)
- Greg Shields – voce (2007)

## Discografia

### Album in studio
- 2009 – Kingdoms
- 2013 – Gentlemen's Brawl

### EP
- 2007 – Scratch and Sniff

### Singoli
- 2009 – Meg Ryan Would Play You in the Movie
- 2012 – Lawyered
- 2012 – Vagrant Stories
- 2012 – Faster, Faster
- 2014 – Volcano Jack